# Mieczysław Rakowski
Mieczysław Franciszek Rakowski (1. prosince 1926, Kowalewko u Bydgoszcze – 8. listopadu 2008, Varšava) byl polský komunistický politik, historik a novinář. V letech 1945–1949 sloužil jako důstojník v Polské lidové armádě. Politickou kariéru začal jako člen Polské dělnické strany, 1948–1990 byl členem komunistické Polské sjednocené dělnické strany (PZPR) a v letech 1975–1990 členem jejího Ústředního výboru.

## Politická kariéra
V roce 1956 získal doktorát z historie na varšavském Institutu společenských věd. Rakowski byl předposledním komunistickým premiérem Polska od září 1988 do srpna 1989 (jeho nástupce Czesław Kiszczak byl ve funkci méně než měsíc jako poslední komunista, před nástupem Tadeusze Mazowieckého). Od června 1989 do ledna 1990 byl také posledním z Prvních tajemníků PZPR. Na rozdíl od svých předchůdců však nebyl faktickým vůdcem státu, neboť PZPR se na začátku roku 1989 vzdala monopolu moci.

### Převrat v roce 1989
Rakowski byl významným funkcionářem komunistickém režimu v době potlačení protestů Solidarity. Účastnil se také polské transformace ze socialistického státu na tržní kapitalismus, protože komunisty vedený režim byl donucen reformovat se a Rakowski byl jedním z klíčových hráčů při sjednávání Dohody u kulatého stolu v létě 1989.

## Novinářská kariéra

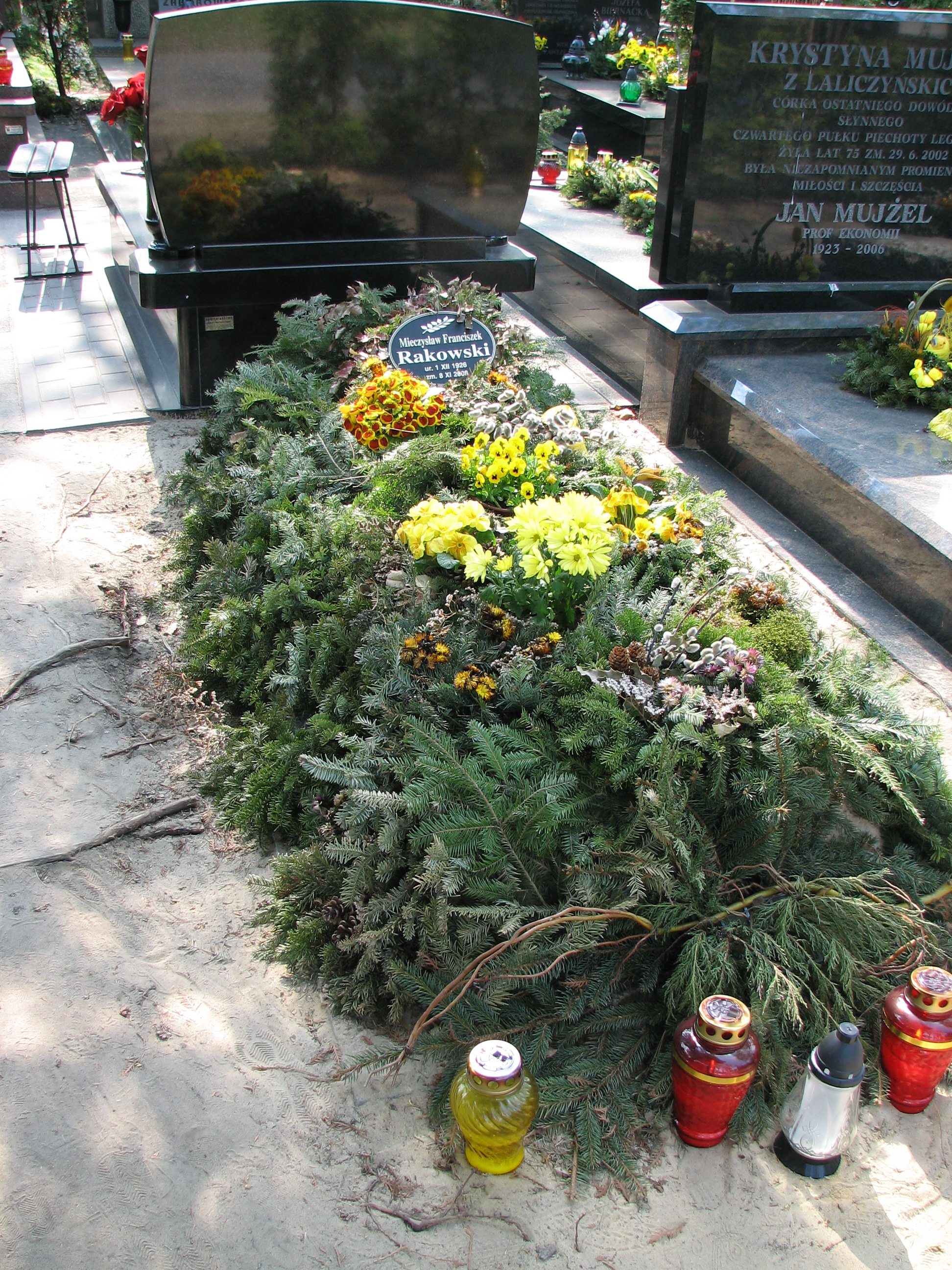
Jeho hrob ve Varšavě.

Rakowski byl jedním ze zakladatelů a v letech 1958–1982 prvním náměstkem a šéfredaktorem týdeníku Polityka, jednoho z nejvlivnějších časopisů té doby (Polityka stále vychází a je považována za nejprestižnější týdeník v Polsku). Dnes si ho lidé pamatují spíše jako novináře než jako politika.

## Manželství a úmrtí
Ještě než se stal premiérem, rozvedl se s houslistkou Wandou Wiłkomirskou, se kterou měl dva syny. Zemřel na rakovinu 8. listopadu 2008 ve Varšavě ve věku 81 let. Je pochován na hřbitově 'Cmentarz Wojskowy na Powązkach' ve Varšavě.